# Gruppo Nordico

I satelliti irregolari di Saturno.

Il Gruppo Nordico è un insieme di satelliti naturali irregolari del pianeta Saturno che seguono orbite simili, con un semiasse maggiore compreso tra 12 e 24 milioni di km, un'inclinazione orbitale compresa tra 136° e 175° ed un'eccentricità compresa tra 0,13 e 0,77.
A differenza del Gruppo Inuit e Gruppo Gallico, i parametri orbitali dei membri del gruppo sono molto diversi; il gruppo nordico può in verità essere considerato come l'unione di vari sottogruppi con parametri orbitali e fisici omogenei. Ad esempio, i satelliti con inclinazione orbitale prossima ai 174° possono essere suddivisi almeno in due sottogruppi: otto di essi formano il sottogruppo Skathi, con distanze dal pianeta comprese tra 15 e 20 milioni di km e inclinazioni tra 147° e 158°; Narvi forma, assieme a Bestla, un sottogruppo separato.
Il diagramma riportato mostra il gruppo nordico in relazione con gli altri satelliti irregolari di Saturno. L'eccentricità delle orbite è rappresentata dai segmenti gialli (che si estendono dal perielio all'afelio) con l'inclinazione rappresentata sull'asse Y.
I membri di questo gruppo sono (in ordine crescente di distanza da Saturno):
- Febe
- Skathi (sottogruppo Skathi)
- S/2007 S 2
- Skoll (sottogruppo Skathi)
- S/2004 S 13
- Greip
- Hyrrokkin (sottogruppo Skathi)
- Jarnsaxa
- Mundilfari
- S/2006 S 1 (sottogruppo Skathi)
- S/2004 S 17
- Bergelmir (sottogruppo Skathi)
- Gridr
- Narvi (sottogruppo Narvi)
- Suttungr
- Hati
- Eggther
- S/2004 S 12
- Farbauti (sottogruppo Skathi)
- Thrymr
- Angrboda
- Beli
- Ægir
- S/2007 S 3
- Gerd
- Bestla (sottogruppo Narvi)
- S/2004 S 7
- S/2006 S 3 (sottogruppo Skathi)
- Skrymir
- Gunnlod
- Fenrir
- Alvaldi
- Surtur
- Kari (sottogruppo Skathi)
- Ymir
- Loge
- Geirrod
- Thiazzi
- S/2004 S 34
- Fornjot
- S/2004 S 26

Per i satelliti naturali appartenenti questo gruppo, l'Unione Astronomica Internazionale ha riservato dei nomi tratti dalla mitologia norrena (principalmente giganti). Febe costituisce una eccezione, essendo stato scoperto molto prima degli altri.